# Jarmila Skřivánková-Šimerková
Jarmila Skřivánková-Šimerková (12. října 1886 Plzeň – 10. dubna 1956 Praha) byla česká spisovatelka.

## Životopis
V literatuře je chybně uveden rok narození 1888. Její otec byl Ing. Vincenc Šimerka (1843–1907) ředitel průmyslové školy, později dvorní rada, matka byla Marie Šimerková-Procházková (1845–1915) z Plzně. Jarmila měla pět sourozenců, byli to: MUDr. Čeněk Šimerka (1871–1945), Ing. Hanuš Šimerka (1873–1949), Marie Pokorná-Šimerková (1874–1958), Otto Šimerka (1876–1896), JUDr. Emil Šimerka (1877–1911).
Jarmila Skřivánková-Šimerková studovala kulturní historii na univerzitě a zpěv u primadony plzeňské opery M. Kunzové a u profesora E. Kroupy. 28. května 1910 se provdala za Ladislava Skřivánka (1877–1957) architekta a urbanistu. Byla členkou Spolku přátel vědy a literatury, a Jednoty paní a dam. Pořádala kulturní koncerty, psala národopisné črty do sborníku Český lid (sborník věnovaný studiu lidu československého v Čechách, na Moravě, ve Slezsku, na Slovensku a v Podkarpatské Rusi), a do časopisu Plzeňsko. V Praze XIX Bubeneč bydlela na adrese Národní obrany 37.

## Dílo

### Články[5][6]
- Český lid 1924: Odchylky a zvláštnosti řeči v Plzni a na Plzeňsku; "Pěstoun moravský" r. 1862 o národopise plzeňském; Čech r. 1832 o letnicích v Jerusalemě; Český dudáček a moravskoslovenský gajdoš u jesliček; Paběrky z nářečí netolického; Zapomenutý cestovatel Čech před 100 lety
- Český lid 1925: Odchylky a zvláštnosti řeči v Plzni a na Plzeňsku; V. D. Lambl, sběratel lidového podání československého a jihoslovanského
- Český lid 1926: Jiří z Drachova r. 1693 o slavení ruských velikonoc; Starodávné pranostiky lednové až březnové na Plzeňsku
- Český lid 1927: Plzeňská svatba" v přírodním divadle u Všenor 5. června 1870; České selské kroje v masopustním období 1927 v Paříži; Další ukázky lidové řeči v Plzni a na Plzeňsku; Jihoslovanská koleda společenskou hrou; Větrný mlýn ve Velké Střelné
- Plzeňsko 1924: První trh v obci Plzenci povýšeném na městys r. 1846
- Plzeňsko 1932: Zapomenutá umělkyně Vojt. Zadrobílková; Vládní rada Inž. Vincenc Šimerka, budovatel a první ředitel české státní průmyslové školy v Plzni
- Plzeňsko 1933: Mikoláš Aleš a Rudolf Štech; Za spisovatelem Jaroslavem Schieblem; Zaniklá vyšší dívčí škola plzeňská; Vzpomínka kuchařská na paní Renatu Tyršovou
- Plzeňsko 1934: Albrecht z Valdštýna a zvláštní příjmení plzeňská; Ještě za spisovatelem Jaroslavem Schieblem; Ještě jednou "Jak se zapomíná"; K výročí Lipan; Tři návštěvy Dra Č. Zíbrta v Plzni, ze vzpomínek
- Plzeňsko 1936: Přelud nebo zvěst smrti; Za Eliškou Krásnohorskou; Rok 1866